# Février 1978

## Événements
- 12 février, (Rallye automobile) : arrivée du Rallye de Suède.

- 18 février : Suivant la tradition chiite du deuil des 40 jours, les opposants au pouvoir du Chah, Mohammad Reza Pahlavi, se rassemblent en Iran pour commémorer les victimes du massacre de Qom (en). Les bazaars et les universités sont fermées pour l'occasion et des manifestations pacifiques ont lieu à Téhéran, Qom, Ispahan, Mashhad, Ahvaz, Chiraz et Rasht. Cependant une manifestation dégénère à Tabriz après qu'un policier ait tué un adolescent qui manifestait. En guise de représailles, les manifestants dévastent les commissariats, les permanences du Rastakhiz, les banques, les hôtels de luxe et les sex shops. Le gouvernement d'Amouzegar fait alors réprimer la foule à grand renfort de chars d'assaut, d'hélicoptères d'attaque et de véhicules de transport de troupes. Après deux jours de soulèvement, il y a : 6 morts selon le gouvernement, plus de 300 selon l'opposition et environ une centaine, selon des témoins européens présents sur place.

- 21 février : les ruines du grand temple aztèque sont retrouvées à Mexico.

- 26 février[1] : élections législatives et présidentielle pluralistes au Sénégal.

- 28 février : échec d’une tentative de coup d’État contre la junte militaire au Mali, suivi de nombreuses arrestations au sein du gouvernement et de l’armée. Agitation estudiantine durement réprimée.

## Naissances
- 1er février : Sara Tavares, chanteuse portugaise († 19 novembre 2023).
- 2 février : 
  - Faye White, joueuse de football anglaise.
  - Nelson Chamisa, Homme politique Zimbabwéen.
- 3 février : Joan Capdevila, footballeur espagnol (Villarreal CF).
- 6 février : Olena Zelenska, scénariste et architecte ukrainienne.
- 7 février : Ashton Kutcher, acteur américain.
- 10 février : Don Omar, chanteur de reggaeton , compositeur, acteur et producteur et homme d'affaires portoricain.
- 12 février : Nono Berocan, homme politique de la République démocratique du Congo.
- 14 février : 
  - Danai Gurira, actrice américaine.
  - Anne-Gaëlle Riccio, animatrice française de télévision.
- 15 février : Yiruma, pianiste coréen.
- 19 février : Yui Yatyer, chanteuse pop thaïlandaise.
- 20 février : Julia Jentsch, actrice allemande.
- 25 février : Darren Soto, personnalité politique américaine.
- 26 février : Tom Beck, chanteur, acteur, danseur allemand.
- 27 février : Thomas Pesquet, astronaute Français, ingénieur aéronautique et pilote de ligne.
- 28 février : Jeanne Cherhal, chanteuse française.

## Décès
- 21 février : Léon Hannotte, homme politique belge (° 21 mars 1922).
- 23 février : Paul Yoshigoro Taguchi, cardinal japonais, archevêque d'Osaka (° 20 juillet 1902).